# Catedral de San Carlos Borromeo (Saint-Étienne)
La catedral de San Carlos Borromeo de Saint-Étienne, o simplemente catedral de Saint-Étienne (en francés: Cathédrale Saint-Charles Borromé de Saint-Étienne), es una catedral católica de Francia, erigida en la ciudad de Saint-Étienne, en el  Departamento de Loira, región de Auvernia-Ródano-Alpes.
Es la sede del obispo de Saint-Étienne desde la fundación de la diócesis el 26 de diciembre de 1970.
La iglesia, dedicada a San Carlos Borromeo, fue construida entre 1912 y 1923 en un primitivo estilo neogótico, de planta de cruz latina con tres naves, y una torre-campanario en la fachada occidental. El edificio tiene 80 metros de largo, 30 metros de ancho y 17 metros desde el centro de la bóveda hasta el suelo. El órgano del coro data de 1930 pero otro muy imponente de A. Durand que data de 1968. El edificio fue sin embargo excesivamente ambicioso desde el principio y permanece inconcluso: se pretendía que hubiera otros tres campanarios Y una cúpula, además de otros detalles decoración externa e interna que actualmente no están terminados.
El proyecto de una gran iglesia fue decidido en 1830 con los planes diseñados por la escuela de Bossan (director de la Basílica Notre-Dame de Fourvière). Fueron implementados por los arquitectos Boisson y Dodat. El nombre de la iglesia es un homenaje al rey Carlos X de Francia. Este edificio se realizó para servir a los nuevos barrios que se estaban expandiendo.
La actual catedral sustituye a una iglesia más pequeña que estaba en la rue Émile Combes. Por razones políticas, su construcción no pudo comenzar hasta 1912.

## Véase también

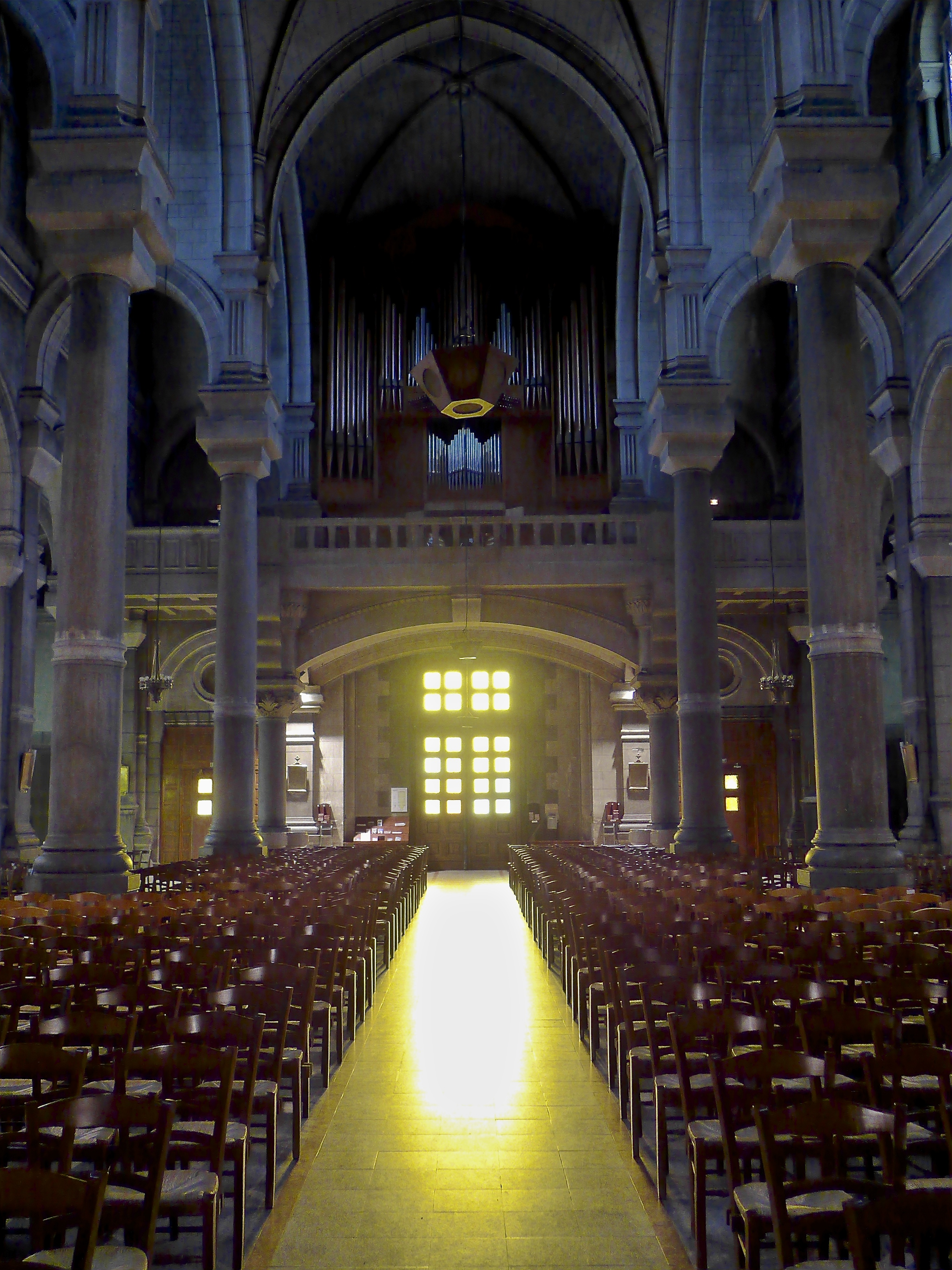
Vista interna